# エウジェニオ・プラティ
エウジェニオ・プラティ（Eugenio Prati、1842年1月27日 - 1907年3月8日）は、イタリアの画家である。

## 略歴
現在のトレント自治県のカルドナッツォに生まれた。父親は地主であり測量士でもあった。母親の親戚には画家になるトゥリオ・ガルバーリ(Tullio Garbari:1892-1931)が出ることになる。
1854年にヴェネツィア美術アカデミーに入学し、ミケランジェロ・グリゴレッティ(Michelangelo Grigoletti)やポンペオ・マリーノ・モルメンティ(Pompeo Marino Molmenti)に学び、当時のヴェネツィアの美術界で指導的であったオーストリア生まれのカール・フォン・ブラースに学んだ。同じ頃アカデミーで学んでいた学生にはジャコモ・ファヴレット、グリエルモ・チアルディ、ルイジ・ノーノ がいた。
1866年からトレントのパトロンの支援を受け、フィレンツェの美術アカデミーに移りアントニオ・チゼリに学んだ。フィレンツェの芸術家たちのたまり場であった「カッフェ・ミケランジョロ」に出入りするようになり、「マッキア派」の画家、ジョヴァンニ・ファットーリやテレマコ・シニョリーニ、シルヴェストロ・レーガといった画家の色使いに影響を受け、フィレンチェに集まった各地の画家から影響を受けた。
1879年に結婚し、トレントのヴィッラ・アニェードに戻り、トレントで活動した。

## 作品

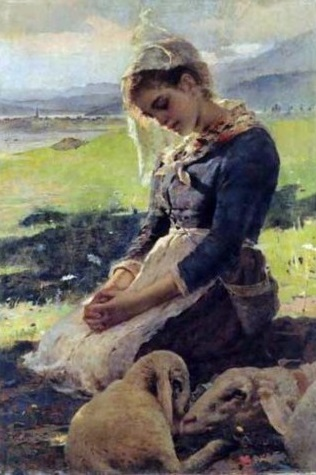
「山の詩(Poesia della montagna)」(1903)
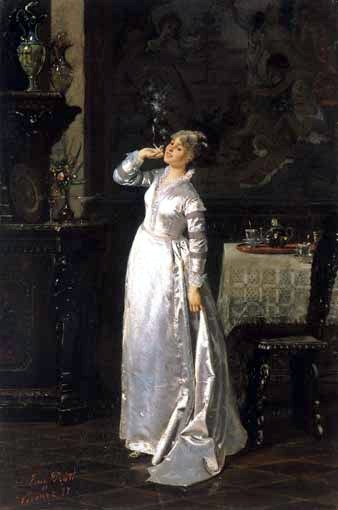
Giulia Turco Turcato Lazzari-侯爵夫人
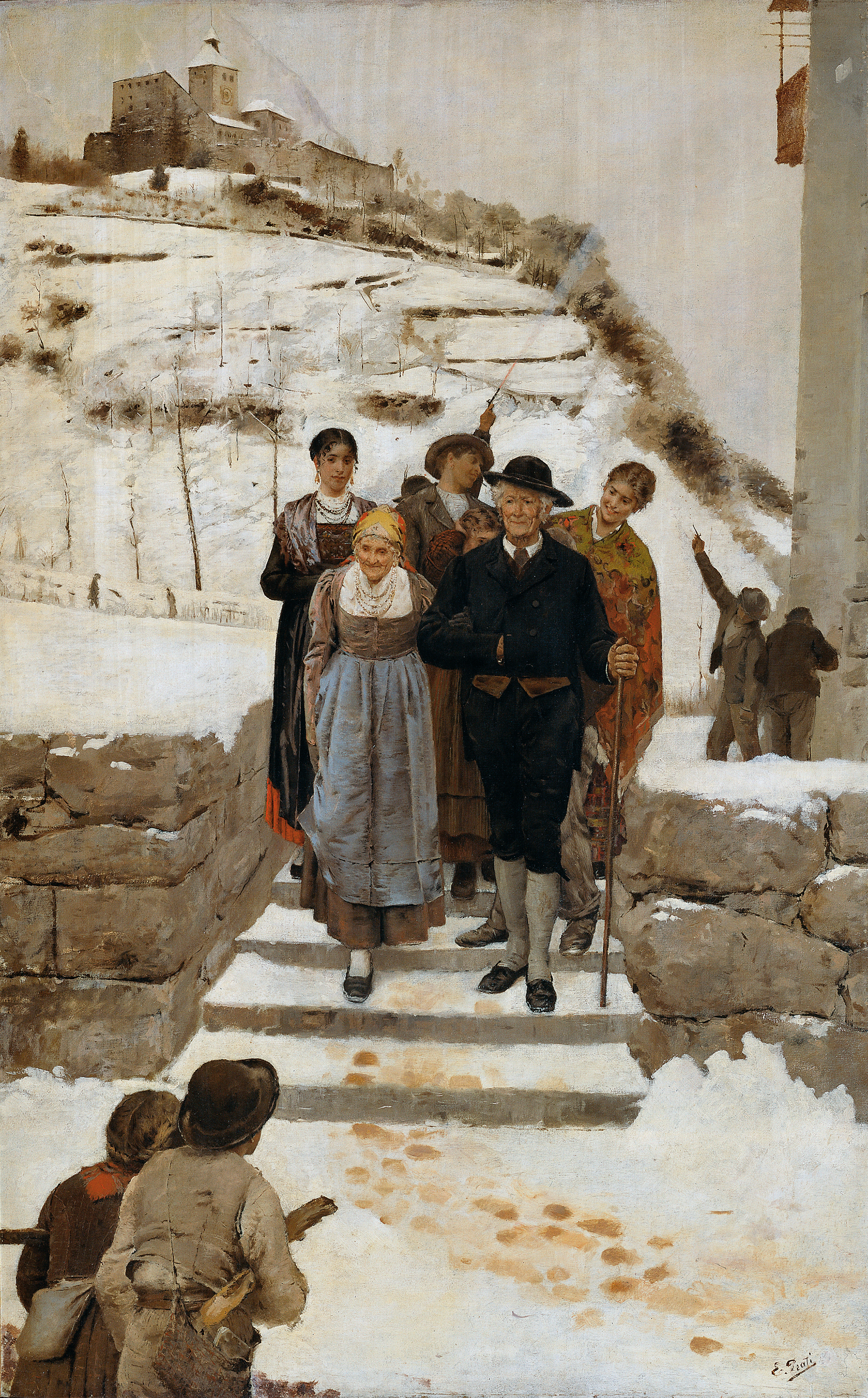
南チロルの金婚式